# Vícehlas
Vícehlas je hudba, v níž se uplatňují dva nebo více souznějících hlasů. Na počátku jeho vývoje stojí heterofonie. Sazba vyspělejší vícehlasé hudby se dělí na polyfonii a homofonii.